# Центиметар
Центиметар, по новолатинском или сантиметар по француском изговору (симбол: cm), је стоти део метра. 

## Упоредба са другим јединицама мјере
Један сантиметар је еквивалентан са следећим::
- 0,01 метара, тј. 10-2 m (један метар је једнак 100 сантиметара)
- приближно 0,393700787401575 инча (један инч је једнак тачно 2,54 сантиметара)[1][2].

Један кубни сантиметар представља 1 милилитар, по тренутном стандарду јединица мјере.

## Употреба сантиметра
Поред уобичајене употребе при мјерењу дужине, сантиметри се користе:
- У Сједињеним Америчким Државама, за означавање количине падавина[3]
- У  систему, сантиметар се користи за мјерење капацитивности, при чему је један сантиметар једнак 1,113×10{\displaystyle ^{-12}} фарада[4]
- На мапама, сантиметри се често користе за показивање размјере, односно за поређење дужине на мапи са дужином у реалном простору.

## Јуникодови симболи
У циљу постизања компатибилности са кинеским, јапанским и корејским знаковима, јуникод пружа сљедеће симболе
- сантиметар (㎝) - код 339D
- квадратни сантиметар (㎠) - код 33A0
- кубни сантиметар (㎤) - код 33A4

Ови симболи су корисни само са фонтовима фиксне ширине за Источну Азију („ЦЈК“ фонтови), јер су исте ширине као кинески знакови.